# Francesco Acquaroli (actor)
Francesco Acquaroli (n. 27 martie 1962, Roma, Italia) este un actor italian.